# Bonipogonius fujitai
Bonipogonius fujitai là một loài bọ cánh cứng trong họ Cerambycidae.